# Malcus idoneus
Malcus idoneus är en insektsart som beskrevs av Géza Horváth 1914. Malcus idoneus ingår i släktet Malcus och familjen Malcidae. Inga underarter finns listade i Catalogue of Life.